# Noemí Villamuza
Noemí Villamuza (Palencia, 1971) es una ilustradora de libros infantiles española.

## Biografía
Estudió la carrera de Bellas Artes, especialidad de Diseño Gráfico, en la Universidad de Salamanca.
Empezó su vida profesional trabajando para varias editoriales de libros educativos. Después se especializó en la ilustración de libros infantiles. Su primer libro infantil ilustrado es Óscar y el león de Correos de Vicente Muñoz Puelles (Anaya, 1998), galardonado con el Premio Nacional de Literatura Infantil y Juvenil 1999. En 1998 se trasladó a Barcelona, ciudad en la que sigue residiendo, y a partir de ese momento su trayectoria editorial experimentó una gran proyección. Hasta la fecha tiene publicados treinta y cinco títulos de literatura infantil y juvenil. Algunos se han editado en otros países, como los Estados Unidos de América, Corea o Japón.
En el curso 2000-01 empezó su labor como profesora, impartiendo clases de ilustración en la Escuela Superior de Diseño BAU de Barcelona; actualmente imparte también un Postgrado de Ilustración Editorial en la Escuela Massana. Asimismo da talleres y charlas en colegios y bibliotecas y participa en distintos eventos relacionados con la literatura infantil y juvenil.
En el 2002 queda finalista del Premio Nacional de Ilustración por su trabajo en el álbum De verdad que no podía (editorial Kókinos). Uno de sus trabajos más reseñados ha sido Libro de Nanas (editorial Media Vaca, 2004), que obtuvo el Premio Nacional de Edición 2005. En esta obra adoptó un discurso de lápiz en blanco y negro que hoy es característico de su obra. También destaca su obra El festín de Babette (Nórdica Libros, 2006), que fue galardonado con el Premio Junceda al Mejor Libro Ilustrado para adultos 2007.
En el 2010 la Organización Española para el Libro Infantil y el Ministerio de Cultura premiaron y usaron su propuesta de cartel para publicitar el Día Internacional del Libro Infantil (2 de abril).

## Obra

### Libros ilustrados
- Óscar y el león de Correos escrito por Vicente Muñoz Puelles (Anaya, 1998)
- Me gusta escrito por Javier Sobrino (Kókinos, 2002)
- Julia tiene una estrella escrito por Eduard José (La Galera, 2002)
- El mundo está lleno de monstruos escrito por José María Plaza (Ediciones SM, 2002)
- Libro de nanas selección de poemas por Herrín Hidalgo (Media Vaca, 2004)
- Los animales de la ciudad escrito por Vicente Muñoz Puelles (Algar, 2006)
- Encender la noche escrito por Ray Bradbury (Kókinos, 2006)
- Más allá escrito por Alex Shearer (Ediciones SM, 2006)
- La y Lolo escrito por Carmen Gómez Ojea (Lynx, 2006)
- De verdad que no podía escrito por Gabriela Keselman Porter (Kókinos, 2006)
- El festín de Babette escrito por Isak Dinesen (Nórdica, 2006)
- Barriga escrito por Juan Luis Mira Candel (Anaya 2007)
- El mar de Darío escrito por Antonio Ventura (Imaginarium, 2007)
- ¡Aúpa! escrito por Agustín Fernández Paz (Algar, 2008)
- El bosque encantado escrito por Ignacio Sanz (Macmillan, 2008)
- Este pícaro mundo escrito por Ana María Shua (Anaya, 2009)
- Pajarulí, poemas para seguir andando selección realizada por José María Plaza (Everest, 2009)
- El sueño del libro escrito por Vicente Muñoz Puelles (Algar editorial, 2009)
- El dueño del sueño escrito por Marta Rodríguez Bosch (Los Cuatro Azules, 2009)
- La merienda de Micaela escrito por la misma autora (Anaya, 2009)
- Lola trae regalos escrito por la misma autora (Anaya, 2009)
- Cuentos del mundo escrito por Ana María Shua (Anaya, 2009)
- ¿Sabrá volar el mar? escrito por José Corredor Matheos (Ediciones el Jinete Azul, 2010)
- Óscar y el río Amazonas escrito por Vicente Muñoz Puelles (Anaya, 2010)
- Abcdario escrito por Antonio Ventura (Nórdica, 2010)
- Sola y sincola escrito por Patxi Zubizarreta (Edelvives, 2010)
- Ricardo y el dinosaurio rojo escrito por Vicente Muñoz Puelles (Anaya, 2010)
- A la rueda, rueda escrito por Pedro Cerrillo (Anaya, 2010)